# Valvata utahensis
Valvata utahensis es una especie de molusco gasterópodo de la familia Valvatidae en el orden de los Mesogastropoda.

## Distribución geográfica
Es endémica de Estados Unidos.  